# Road to Ruin
Road to Ruin [roud tu: ruin] (с англ. — «Путь к гибели») — четвёртый студийный альбом американской панк-рок-группы Ramones, вышедший в 1978 году на звукозаписывающем лейбле Sire Records.

## Об альбоме
На Road to Ruin сделан поворот к поп-звучанию. Это был дебютный альбом Марки Рамона, который присоединился к группе в мае 1978 года. Предыдущий ударник, Томми Рамон, решил сосредоточиться на продюсировании под своим настоящим именем Тамаш Эрдейи. Самыми знаковыми песнями этого альбома стали: «Don’t Come Close», с «чистым» звуком гитары и красивой, душевной мелодией; кавер на песню «Needles & Pins» группы The Searchers, и, конечно, песня «I Wanna Be Sedated», ставшая одной из самых хитовых песен Ramones. На песню «I Just Want to Have Something to Do» был снят клип, она так же стала классикой группы. Название для альбома придумал Джонни Рамон, который в то время увлекся сериалом «The Road to…»

## Список композиций
Слова и музыка всех песен — написаны группой Ramones, если не указано иное.
| №  | Название                              | Автор(ы)               | Длительность |
| -- | ------------------------------------- | ---------------------- | ------------ |
| 1. | «I Just Want to Have Something to Do» |                        | 2:41         |
| 2. | «I Wanted Everything»                 |                        | 3:15         |
| 3. | «Don’t Come Close»                    |                        | 2:44         |
| 4. | «I Don’t Want You»                    |                        | 2:26         |
| 5. | «Needles & Pins»                      | Сонни Боно, Джек Ницше | 2:20         |
| 6. | «I’m Against It»                      |                        | 2:06         |

| №                   | Название               | Длительность |
| ------------------- | ---------------------- | ------------ |
| 1.                  | «I Wanna Be Sedated»   | 2:29         |
| 2.                  | «Go Mental»            | 2:42         |
| 3.                  | «Questioningly»        | 3:20         |
| 4.                  | «She’s the One»        | 2:13         |
| 5.                  | «Bad Brain»            | 2:26         |
| 6.                  | «It’s a Long Way Back» | 2:19         |
| Общая длительность: | Общая длительность:    | 31:01        |

## Участники записи
Список составлен по сведениям базы данных Discogs.
Ramones:
- Джоуи Рамон — вокал
- Джонни Рамон — гитара
- Ди Ди Рамон — бас-гитара, бэк-вокал
- Марки Рамон — барабаны

Приглашённые музыканты:
- Эд Стейзиум[англ.] — гитара, бас-гитара, бэк-вокал[27][28]
- Томми Рамон — гитара[27]

Технический персонал:

| - Тамаш Эрдейи — музыкальный продюсер, звукорежиссёр - Эд Стейзиум — музыкальный продюсер, звукорежиссёр - Рэй Янос — ассистент звукорежиссёра - Рамона Ян — ассистент звукорежиссёра - Грег Калби — мастеринг-инженер - Джон Гиллеспи — арт-директор | - Спенсер Дрейт — дизайнер - Гас Макдональд — концепция обложки - Джон Холмстром — художник (иллюстрация для обложки) - Дэнни Филдс — фотограф (фото для задней стороны обложки) - Боб Груэн — фотограф (фото для внутренней вкладки) - Чип Рок — фотограф (фото для внутренней вкладки) |

## Позиции в хит-парадах
Еженедельные чарты:
| Год  | Хит-парад                              | Высшая позиция | Пребывание |
| ---- | -------------------------------------- | -------------- | ---------- |
| 1978 | Австралия (Kent Music Report)          | 99             | нет данных |
| 1978 | Великобритания (UK Albums Chart)       | 32             | 3 недели   |
| 1978 | США (Billboard Top LPs & Tape)         | 103            | 10 недель  |
| 1978 | Финляндия (Suomen virallinen lista)    | 23             | 9 недель   |
| 1978 | Швеция (Topplistan)                    | 25             | 2 недели   |
|      |                                        |                |            |
| 2018 | Бельгия/Валлония (Ultratop)            | 97             | 1 неделя   |
| 2018 | Великобритания (Albums Sales Chart)    | 75             | 1 неделя   |
| 2018 | Великобритания (Physical Albums Chart) | 67             | 1 неделя   |
| 2018 | Великобритания (Record Store Chart)    | 39             | 1 неделя   |
| 2018 | Великобритания (Vinyl Albums Chart)    | 18             | 1 неделя   |
| 2018 | Испания (PROMUSICAE)                   | 58             | 1 неделя   |
| 2018 | Шотландия (Scottish Albums Chart)      | 72             | 1 неделя   |